# Ramesuan
Re Ramesuan, in lingua thai สมเด็จพระราเมศวร (1339 – 1395), è stato il secondo sovrano del Regno di Ayutthaya, fondato nel 1350 dal padre e predecessore Ramathibodi I nell'odierna Thailandia.
Divenne re una prima volta nel 1369, alla morte del padre, ma l'anno successivo il suo trono fu usurpato dallo zio Khun Luang Pa Ngua, che regnò con il nome Borommaracha I. Dopo la morte di questi, Ramesuan si riprese il trono facendo uccidere il giovanissimo Thong Lan, il figlio di Borommaracha che aveva regnato solo pochi giorni. Nel 1394, il suo esercito occupò Angkor ed i khmer tornarono per alcuni anni ad essere vassalli di Ayutthaya.

## Biografia

### Governatore di Lavo
Il Regno di Ayutthaya era stato fondato dal siamese Ramathibodi grazie ad un'accorta politica dei matrimoni. Sposò dapprima la figlia del re di U Thong, una città-Stato situata nell'odierna zona di Suphanburi da alcuni identificata come la capitale del Regno di Suphannaphum. Il suocero aveva in quegli anni notevolmente espanso il suo territorio verso sud ai danni del declinante Regno di Sukhothai conquistando buona parte della penisola malese. Sposò in seguito la figlia del sovrano del Regno di Lavo, l'odierna Lopburi, lo Stato vassallo dell'Impero Khmer che controllava la parte meridionale della valle del fiume Chao Phraya. Poco dopo la fondazione di Ayutthaya, Ramathibodi affidò il regno vassallo di Uthong al cognato Khun Luang Pa Ngua con il titolo di Borommaracha Chao, e quello di Lavo a Ramesuan.

### Generale nella campagna contro i khmer
Tra le varie campagne militari di Ramathibodi vi fu quella contro l'Impero Khmer, che da qualche anno aveva iniziato il suo declino. Nel 1352 affidò a Ramesuan un esercito che marciò su Angkor, la capitale khmer. L'incompetenza del giovane Ramesuan fu fatale a questa prima spedizione, l'avanguardia composta da 5.000 uomini fu sgominata ed il resto dell'esercito fu respinto. Informato dell'accaduto, Ramathibodi spedì Borommaracha Chao a capo di una seconda armata, che spianò le difese e permise all'esercito compatto di conquistare Angkor dopo un assedio durato un anno. I khmer si sarebbero affrancati dal dominio siamese qualche anno dopo con l'aiuto dell'alleato re Fa Ngum di Lan Xang, il neonato regno che aveva unificato le muang del popolo lao. La campagna contro Angkor fruttò comunque l'annessione ad Ayutthaya di diversi territori khmer nell'odierno altopiano di Korat.

### Prima ascesa al trono e destituzione
Alla morte di Ramathibodi, nel 1369, Ramesuan ereditò un potente Stato che i nuovi sovrani cinesi della dinastia Ming (1368-1644) scelsero come principale interlucotore per il sudest asiatico, preferendolo al declinante Regno di Sukhothai. Si presume che abbia fatto iniziare nello stesso anno la costruzione del Wat Phra Ram ad Ayutthaya, nel luogo dove era stato cremato Ramathibodi. Fu detronizzato dopo un solo anno; il passaggio dei poteri allo zio Borommaracha Chao fu decretato dall'aristocrazia di corte che, già scettica sulle capacità di Ramesuan per la disfatta subita ad Angkor, era insoddisfatta del modo in cui aveva governato. Secondo alcune fonti, la destituzione avvenne in maniera incruenta e Ramesuan riprese il suo posto di governatore a Lavo.
Il diplomatico olandese Jeremias Van Vliet, direttore nel XVII secolo dell'ufficio di Ayutthaya della Compagnia olandese delle Indie orientali, scrisse che Ramesuan fu detronizzato dopo tre anni di regno al termine di una dura lotta che stava per degenerare in una guerra civile. Van Vliet descrisse il sovrano, per quanto riguarda il periodo del suo primo regno, come un uomo di scarsa saggezza, crudele, sanguinario, avido, avaro, collerico e ingordo, che non esitava a disonorare le mogli di chiunque e che non si interessava del benessere del popolo né della pace della comunità. Non aveva lo spirito del guerriero e non amava i propri soldati, il suo interesse per la spiritualità era minimo e quello per i poveri quasi inesistente. Secondo tale descrizione, furono questi i motivi della sua deposizione, dopo la quale sarebbe fuggito dalla capitale e si sarebbe nascosto in un luogo sconosciuto.

### Regno di Borommaracha I
Borommaracha Chao salì al trono nel 1370 con il nome regale Borommaracha I e nei primi anni di regno rinforzò i legami di amicizia con la dinastia Ming cinese, inviando diverse volte ambasciatori alla corte di Nanchino. Grazie alle sue doti militari, Ayutthaya si espanse verso nord ai danni di Sukhothai, a cui venne sottratta inizialmente Phitsanulok. Nel 1378, dopo diversi anni di attacchi, l'esercito di Ayutthaya piegò la resistenza di Kamphaeng Phet, a difendere la quale vi era il re di Sukhothai Thammaracha II in persona. Questi riconobbe la superiorità nemica, consegnò la città e si sottomise a Borommaracha, ponendo fine all'indipendenza del proprio regno. I territori occidentali di Sukhothai furono annessi da Ayutthaya e Thammaracha II, in qualità di vassallo, dovette spostare la corte a Phitsanulok. Nel 1387, Borommaracha ordinò l'invasione del Regno Lanna, ma il suo esercito fu respinto nei pressi della capitale Chiang Mai.

### Seconda ascesa al trono
Borommaracha I morì nel 1388 e gli succedette il figlio Thong Lan, che secondo alcune fonti aveva 17 anni e secondo altre 15. Fu per Ramesuan l'occasione per riprendersi il trono. Arrivò ad Ayutthaya alla testa delle proprie truppe sette giorni dopo l'investitura del cugino, penetrò di notte nel palazzo reale e fece portare il giovane re nel Wat Khok Phraya, dove nei secoli successivi molti altri membri della casa reale sarebbero stati puniti o assassinati. Lo fece chiudere in un sacco di velluto e colpire a morte con un legno di sandalo, un sistema tradizionale di uccidere i sacri sovrani senza colpirli direttamente e senza versarne il sangue. Il cadavere fu poi gettato in un pozzo vicino. Ramesuan tornò così sul trono di Ayutthaya e restaurò la dinastia di Uthong fondata dal padre. Il conflitto tra tale dinastia e quella di Suphannaphum, fondata da Borommaracha I, avrebbe avuto termine nel 1409 con la caduta della dinastia di Uthong.

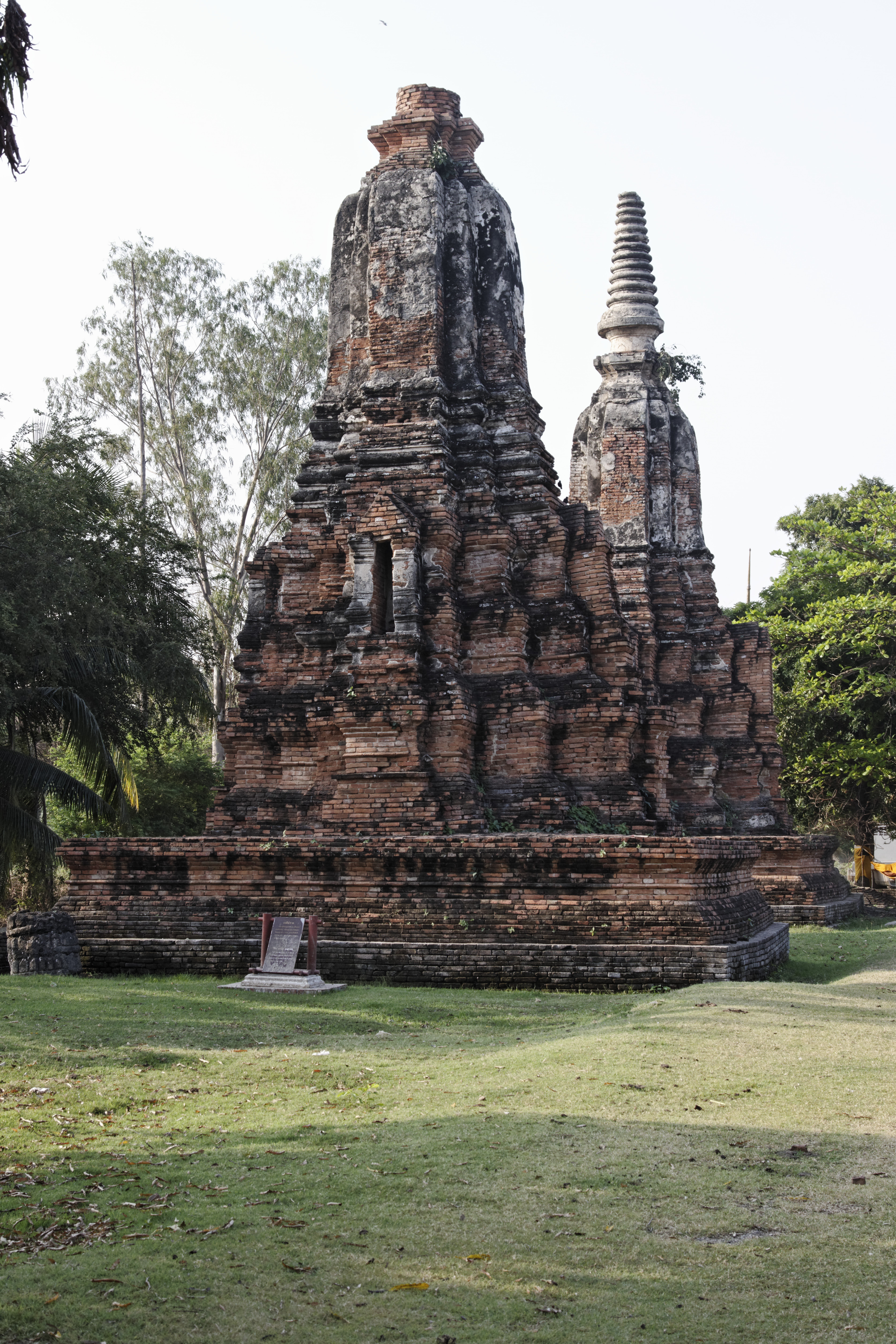
Scorcio del Wat Phu Khao Thong, completato nel 1395

Secondo quanto scrisse Van Vliet, nel suo secondo regno il sovrano si trasformò: anziché manifestare il carattere dispotico e arrogante che lo aveva contraddistinto nel primo regno, si distinse per la compassione, la modestia, la magnanimità e la saggezza che gli garantirono l'affetto del popolo e della corte. Si era inoltre fatto una buona esperienza in campo militare, fece costruire e riparare diversi templi e fu di aiuto ai poveri e agli ecclesiastici.

### Guerra contro Lanna
Nel 1390 Ayutthaya dovette respingere un attacco portato dal re di Lanna, al quale il re Thammaracha II di Phitsanulok aveva chiesto aiuto per affrancarsi dal dominio di Ayutthaya e rifondare Sukhothai. L'esercito di Chiang Mai fu respinto e subì grosse perdite nella battaglia. Secondo le cronache locali, quello stesso anno le truppe di Ramesuan occuparono Chiang Mai, un'ipotesi non condivisa da diversi storici.

### Guerra contro Angkor
Con il restauro della dinastia Varman, l'Impero Khmer si era riorganizzato dopo aver ottenuto l'indipendenza da Ayutthaya; negli anni successivi non si erano registrati conflitti di rilievo soprattutto per la politica di Borommaracha, che aveva concentrato gli sforzi militari contro Sukhothai. La tregua fu rotta dai khmer, che nel 1393 invasero i territori orientali di Ayutthaya occupando Chonburi e Chanthaburi, deportando diverse migliaia di siamesi.
La risposta di Ayutthaya fu durissima, nel 1394 l'esercito espugnò la capitale Angkor causando la morte del locale re Thommo Soccoroch. Circa 90.000 prigionieri furono portati in Siam come schiavi e il trono khmer fu posto sotto la tutela della casa reale siamese. Qualche anno dopo Angkor sarebbe riuscita nuovamente a rendersi indipendente, ma per diversi decenni non avrebbe causato particolari problemi al Regno di Ayutthaya.

### Ultimi anni e successione
Nel 1395 fu inaugurato nella zona nord della capitale il Wat Phu Khao Thong. Quello stesso anno Ramesuan morì e gli succedette sul trono il figlio Ramaracha, nel cui regno non si sarebbero verificati particolari conflitti con gli Stati vicini.